# Gaspard Mudiso Mundla
Gaspard Mudiso Mundla SVD (* 23. Dezember 1940 in Kenge) ist ein kongolesischer Ordensgeistlicher und emeritierter römisch-katholischer Bischof von Kenge.

## Leben
Gaspard Mudiso Mundla trat der Ordensgemeinschaft der Steyler Missionare bei und empfing am 8. Dezember 1968 die Priesterweihe.
Papst Johannes Paul II. ernannte ihn am 13. Dezember 1997 zum Koadjutorbischof von Kenge. Der Apostolische Nuntius in der Demokratischen Republik Kongo, Faustino Sainz Muñoz, spendete ihm am 19. April des nächsten Jahres die Bischofsweihe; Mitkonsekratoren waren Frédéric Kardinal Etsou-Nzabi-Bamungwabi CICM, Erzbischof von Kinshasa, und Dieudonné M’Sanda Tsinda-Hata, Bischof von Kenge.
Mit dem Rücktritt Dieudonné M’Sanda Tsinda-Hatas am 1. Juni 1999 folgte er ihm als Bischof von Kenge nach.
Papst Franziskus nahm am 31. März 2018 seinen altersbedingten Rücktritt an.